# Boscos d'arbusts coriacis i escleròfil·les del nord-oest
Els boscos d’espines del nord-oest són una ecoregió xèrica de Pakistan i nord de l'Índia, que s'estén per les terres baixes i turons fronterers entre els dos països. Un cop coberta en el passat de bosc caducifoli, aquesta ecoregió s'ha degradat a través de la pràctica de l’agricultura i de l'extracció de fusta de manera que actualment presenta una escassa cobertura de matolls espinosos dominats per arbres com Acacia senegal, Acacia leucophloea i Prosopis cineraria. Quan els sòls són particularment salins, hi ha pedaços de semidesert. En aquest hàbitat es troben diversos mamífers i unes quatre-centes espècies d'aus. Algunes zones petites estan protegides, però continua la recollida de llenya i la conversió de la terra en agricultura i ramaderia de subsistència.

## Ubicació i descripció
L'ecoregió envolta les ecoregions del desert del Thar i del desert de la Vall de l'Indus. S'estén per les terres baixes i turons fronterers entre l'Índia i el Pakistan i inclou: la meitat occidental de Gujarat (excloent la muntanya de Girnar), i s'estén per Rajasthan, on està delimitat al sud-est per la serralada Aravalli; la major part dels estats de Haryana i Panjab de l'Índia, així com de la regió de Jammu, de Jammu i Caixmir, que s'estén als contraforts de l'Himàlaia; al Pakistan, la major part de la província de Punjab, estenent-se fins a la frontera més oriental de Khyber Pakhtunkhwa i del Balutxistan i a l'oest de Sind.
Aquesta ecoregió, juntament amb les ecoregions del desert del Thar i del desert de la Vall de l'Indus, formen la província biogeogràfica "Desert del Thar" de Miklos Udvardy.

## Flora
Els estudiosos creuen que els boscos espinosos del nord-oest eren originàriament boscos secs tropicals que, greument danyats per l'agricultura intensiva i el pasturatge d’animals domèstics, s'han convertit en una boscana format per arbusts esparsos i espinosos, dominats per arbres com l'Acàcia senegal i l’Acàcia leucophloea, així com de Prosopis cineraria, Capparis zeylanica i espècies de Salvadora, Gymnosporia, Grewia i Gardenia. Tanmateix, la regió també inclou àrees de vertader semidesert, on el sòl és particularment salí.

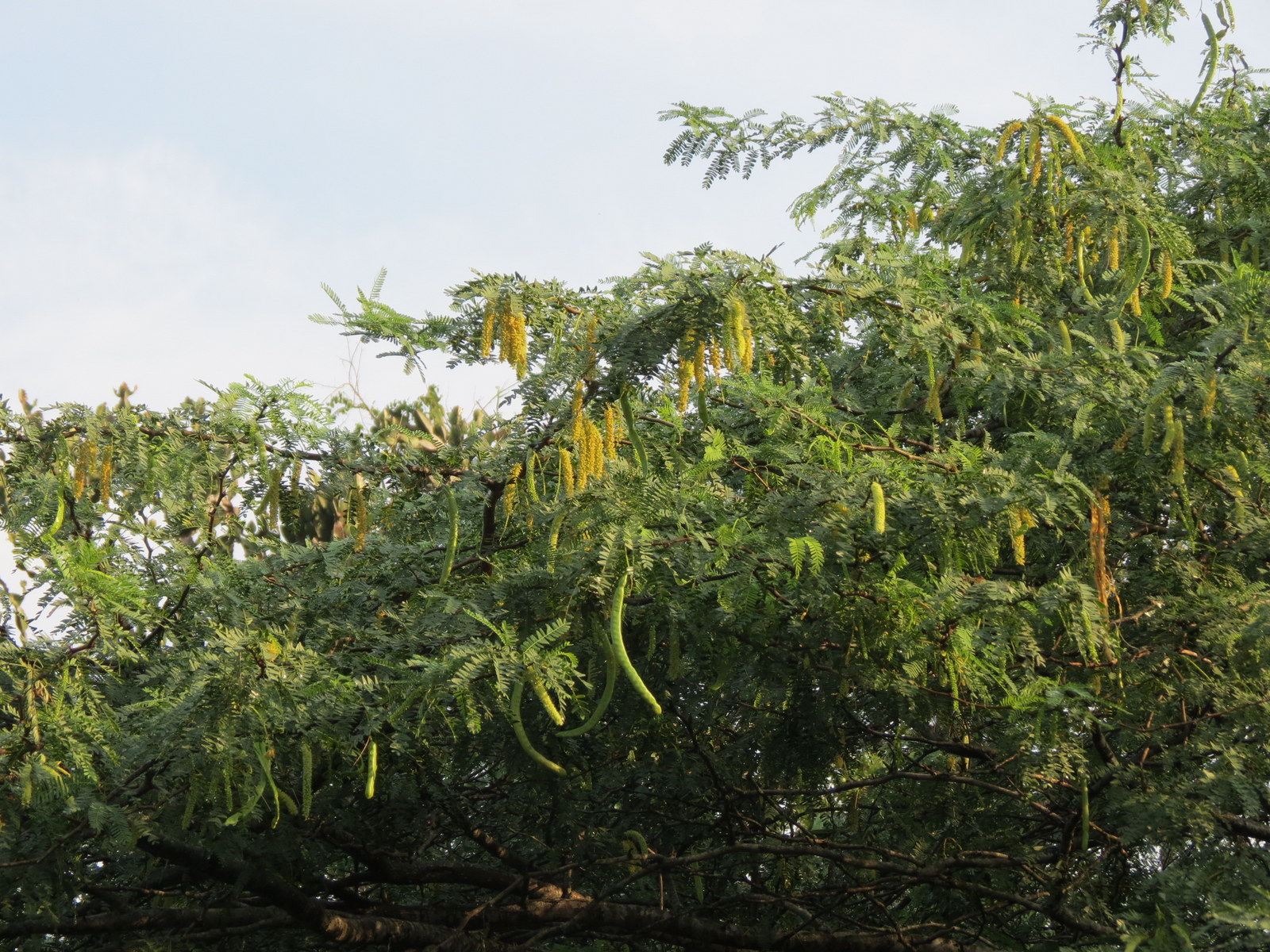
Prosopis cineraria
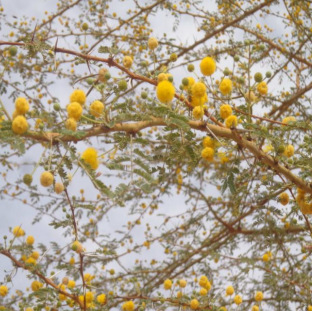
Acacia senegal

## Fauna
Malgrat l'esgotament a gran escala dels boscos, l'ecoregió encara acull alguns grans mamífers, com el lleopard (Panthera pardus) i les seves preses, incloent-hi la gasela índia (Gazella bennettii) i dues espècies en perill d'extinció, l'antílop quadricorni (Tetracerus quadricornis) i l'antílop negre (Antilope cervicapra). El matoll també és la llar d’un altre gran felí, el caracal, que caça ratolins, ocells i rèptils. Aquí viuen dues espècies de mamífers endèmics, tots dos ratpenats: el Triaenops persicus i el ratpenat de cua de rata moscat (Rhinopoma muscatellum).
A la regió hi ha més de 400 espècies d'ocells, entre les quals hi ha l'endèmica endogènica prínia de Burnes (Laticilla burnesii), la mallerenga de clatell blanc gairebé endèmica en perill d'extinció (Machlolophus nuchalis) i dues espècies en perill d'extinció, el pioc salvatge de l'Índia (Ardeotis nigriceps) i el sisó emplomallat (Sypheotides indicus).

## Conservació
Més del 90% de l'ecoregió s'ha convertit en sòl d'ús antròpic, i les àrees cobertes per la vegetació original estan greument fragmentades. Les zones protegides, tot i que nombroses, són petites i no estan relacionades entre elles i, per tant, amenaçades per les invasions dels habitants locals a la recerca de llenya i de noves terres per ser cultivades. Tot i això, les tradicions de les comunitats de Bishnoi ubicades en aquesta regió estenen la seva protecció a alguns éssers vius, especialment als antílops negres i els arbres.